# Friedrich Bernhard (Pfalz-Gelnhausen)
Friedrich Bernhard von Pfalz-Birkenfeld-Gelnhausen (* 28. Mai 1697 in Gelnhausen; † 5. August 1739 ebenda) war Pfalzgraf und Herzog von Zweibrücken-Birkenfeld zu Gelnhausen.

## Leben
Friedrich Bernhard war der älteste Sohn des Herzogs und Pfalzgrafen Johann Karl von Birkenfeld-Gelnhausen (1638–1704) aus dessen zweiter Ehe mit Marie Esther (1665–1725), Tochter des Freiherren Georg Friedrich von Witzleben zu Elgersburg.
Er folgte seinem Vater 1704 im Birkenfelder Deputat Gelnhausen. Friedrich Bernhard stand in französischen Militärdiensten und war Oberst des Regiments Royal-Elsaß. Friedrich Bernhard war Ritter des pfälzischen Hubertusordens. In einem Vertrag mit der Zweibrücker Vormünderin Karoline 1736 wurde Friedrich Bernhard eine Apanage von 12.000 Gulden zugebilligt.
Da seine Ehe ohne männliche Erben blieb, folgte ihm als Oberhaupt der Linie Gelnhausen sein jüngerer Bruder Johann.

## Ehe und Nachkommen
Friedrich Bernhard heiratete am 30. Mai 1737 in Arolsen Ernestine Luise (1705–1782), Tochter des Fürsten Anton Ulrich von Waldeck und Pyrmont, eine Tochter seiner Cousine Luise. Aus seiner Ehe hatte er folgende Kinder:
- Luise Karoline (* 22. Januar 1738; † 26. Mai 1782)
- Ernestine Auguste Friederike (* 17. Februar 1739; † 16. September 1746)